# Psychotria costata
Psychotria costata är en måreväxtart som först beskrevs av Henry Hurd Rusby, och fick sitt nu gällande namn av Paul Carpenter Standley. Psychotria costata ingår i släktet Psychotria och familjen måreväxter. Inga underarter finns listade i Catalogue of Life.